# ラッシャー板前
ラッシャー板前（ラッシャーいたまえ、1963年6月15日 - ）は、日本のお笑い芸人、たけし軍団メンバー。本名:鈴木 浩（すずき ひろし）。
千葉県松戸市出身。株式会社TAP所属。松戸市立河原塚小学校、松戸市立常盤平中学校、松戸市立松戸高等学校卒業。タレントのウガンダ・トラは元義兄（ラッシャーの妻とウガンダの元妻は姉妹）。血液型A型。かつては「オレたちひょうきん族」や、ビートたけしとの共演CMなどで「板橋区の鈴木さん」という名義で出演していたこともある。

## 人物・来歴
高校卒業後、2年間板前修業したが、ビートたけしにあこがれを抱き、『ビートたけしのオールナイトニッポン』収録後の出待ちを狙い弟子入り志願しようとするも、志願者が何人も土下座している光景を見て気後れし失敗。週刊誌で見たたけし自宅の記憶を頼りにマンションを探すと、奇跡的に約1時間後の明け方近くに見つけることができ、インターホンを鳴らすが、出てきたダンカンに「無礼者、そういう神経がダメ」と追い払われる。その後太田プロを訪ねるがなしのつぶてに会い、再びマンションを訪問。昼の13時から日付が変わるころまでひたすら待ち続け、たけしが1人で帰宅したところに出くわし、やっと弟子入り志願できた経緯を持つ。なお、この時のいでたちはパンチパーマに赤と黒のオープンシャツ、亀の甲羅模様のニュートラルズボン、エナメルの白いベルトというチンピラチックなものであったため、たけしは「刺されると思った」という。
たけし軍団入り当初はプロレスラー・力道山をもじった力道川（りきどうがわ）の芸名で活動。現在の芸名はプロレスラー・ラッシャー木村になぞらえたもので（「スーパージョッキー」の「ザ・ガンバルマンズ」のコーナーに力道川として登場した際にたけしから「お名前は？」と問われ、とっさに「ラッシャー板前です」と名乗ったもの。力道山とラッシャー木村のリングスタイルが「黒のロングタイツ」と共通していたためである）、弟子入り前に板前修行の経験があったことに由来する。たけしに弟子入りを志願し、家の前に張り込みを決行するも初日はダンカンに一蹴されてしまう。しかし翌日も諦めずに張り込みをしていたところ、前職の経験を生かして料理を作る役割の担当も兼ねるということで軍団入りを許された。ただし、板前といっても「追い回し」どまりであったため、芸人修行とともに料理修行も行わなければならなかった。たけしの付き人時代、後から入った弟子がたけしの新たな付き人になったため、一時期、明石家さんまの付き人を務めていた。
『スーパージョッキー』の熱湯コマーシャルではラッシャー板前がスタートボタン、ラッシャー木村がストップボタンを押すという「夢の兄弟対決（実際は対決ではなく共演であるが、番組内でたけし及びガダルカナル・タカが対決と表現している）」が実現した。また『スーパージョッキー』での田村亮子のものまねで大ウケをとった（ちなみにラッシャーは柔道初段の腕前）。また伊藤みどりのものまねをして日本スケート連盟のひんしゅくを買い、それ以前までロケで使っていたスケートリンクが使えなくなったこともある。
1986年のたけし軍団によるフライデー襲撃事件の際には、痔の手術で入院していたため、実行犯に加わらなかった。そのため『オレたちひょうきん族』のコントなどでたけしの代役を務めたことがある。風雲たけし城では「ビートたけしくん」として殿の着ぐるみで出演。
サッカー選手の三浦知良がブラジルのサッカーチーム「サントスFC」に所属していた時、オフシーズンに三浦を自宅に泊めて彼の出前代や飲み代を支払うなど、彼の面倒を見ていた。三浦のヴェルディ川崎入団を後押ししたのもラッシャーだったという。
横浜DeNAベイスターズの鈴木尚典打撃コーチとは遠縁であり顔立ちがよく似ている。
『ビートたけしのお笑いウルトラクイズ』ではスカイダイビングやバンジージャンプなどに積極的に参加して活躍していた（本人は高い所が苦手であるが、怖がる様子が面白がられたため、決まって高いところへ連れて行かれる役割であった）が、2007年の復活特番では、たけし軍団のメンバーの中で松尾伴内らと共に参加しなかった一人である。
コントなどもやっていたが、近年はリポーターの仕事の比重が増えている。
『旅サラダ』の中継担当を始めた頃に結婚。結婚披露宴の席でたけしは「うちの軍団たちはどうしようもないバカばっかりだが、時に自分の実の子供よりも可愛いと思えるときがあるんだ」と目を潤ませて祝辞を述べた。たけしによる言葉は披露宴の予定になかったため、思わぬ師匠からの愛ある言葉にラッシャーはその場で号泣したというエピソードがある。さらに1985年にたけしが出版した小説「あのひと」は、ラッシャーの目線から師匠・たけしとの師弟愛が描かれている。このようにラッシャーは他の軍団からも羨ましがられるほど、たけしからの愛情を受けてきた。
同じ軍団員のガダルカナル・タカやつまみ枝豆と共にゴルフ好きであり、ゴルフ番組でよく競演する機会がある。また3人で過去に日本テレビの深夜のスポーツ番組内で「たけし軍団のゴルフかかってきなさい」という企画を行っていた事がある。
ロンドンハーツ「女子アナ244人が選んだ好きな芸人GP」の企画では、売りだし中の若手に混じり、ラッシャーは高位置にランクインし、投票に協力した女子アナウンサーからは、人柄を絶賛されている。
欽ちゃん球団の試合に参加したことがある。

## 出演

### テレビ
- 心はロンリー気持ちは「…」IV（フジテレビ）
- スーパージョッキー（日本テレビ）
- ビートたけしのお笑いウルトラクイズ（日本テレビ）
- 風雲!たけし城（TBS）
- オレたちひょうきん族（フジテレビ）
- ビートたけしのスポーツ大将（テレビ朝日）
- 北野ファンクラブ（フジテレビ）
- ビートたけしのつくり方（フジテレビ）
- 足立区のたけし、世界の北野（フジテレビ）
- 朝までたけし軍団（テレビ朝日）
- クイズ・親ドキ!スペシャル 超山形物語（1995年、山形テレビ）
- スーパーマリオスタジアム（1995年 - 1996年、テレビ東京）※準レギュラー
- たけしの斎藤寝具店（2002年10月 - 2004年3月、フジテレビ）
- 特捜TV!ガブリンチョ（テレビ朝日）
- スーパーJチャンネル（テレビ朝日）※火曜18時台ローカル枠「ラッシャー板前の便利屋大将!」に出演していた。
- 快適!ズバリ（テレビ朝日） - 2005年4月 - 2006年6月 ※MC
- ちい散歩→若大将のゆうゆう散歩（テレビ朝日）

※「いいものさがし ちい散歩くらぶ」（2008年4月 - 2012年5月3日。水・木→月〜金→月〜木）※コーナーMC
※「ラッシャー板前の市場さんぽ」（2010年4月8日 - 2012年9月28日、月1回木→金曜）※散歩人
※「ゆうゆう散歩 いいものさがし」（2012年5月9日 - 2014年6月26日）※コーナーMC
- 特選いいものさがし（テレビ朝日）
- DokiDokiてれび（北陸朝日放送）
- 女優 夏木みどりシリーズ、赤いドレス殺人事件（1994年、フジテレビ）- タクシードライバー役
- 銭の戦争 第1話（2015年1月6日、関西テレビ） - 土田正之 役
- 水曜ミステリー9「奥多摩駐在刑事3」（2015年9月16日、テレビ東京） - タクシー運転手 役
- 土曜ワイド劇場「再捜査刑事・片岡悠介9」（2016年4月30日、テレビ朝日） - 石塚 役
- 朝だ!生です旅サラダ（朝日放送テレビ制作・テレビ朝日系）※中継担当

※「旅サラダ」の次に、ローカル生放送番組を放送している場合、「旅サラダ」に続きそのローカル生放送番組に出演する場合もあった。2022年3月26日、番組を卒業した。
- 静岡発そこ知り（SBS静岡放送）

### ラジオ
- 明石家さんまのラジオが来たゾ!東京めぐりブンブン大放送（ニッポン放送）
- 滝本猛夫の楽ちん大革命（ABCラジオ制作全国9局ネット）

### CM
- サンスター デミュートサンスター（1984年） ※ビートたけし及び井手らっきょと共演
- バンダイ パーティージョイシリーズ（1985年）
- シノブフーズ おにぎりQ（1989年）

### ゲーム
- 芹沢信雄のバーディトライ（1992年）